# Houdancourt
Houdancourt ist eine französische Gemeinde mit 676 Einwohnern (Stand 1. Januar 2022) im Département Oise in der Region Hauts-de-France. Sie gehört zum Arrondissement Compiègne und zum Gemeindeverband Plaine d’Estrées.

## Geografie
Die Gemeinde Houdancourt liegt etwa 20 Kilometer südwestlich von Compiègne und 55 Kilometer nördlich von Paris im Tal der Oise. Die Oise bildet die südliche Gemeindegrenze von Houdancourt. Das flache Landschaft im Süden des Gemeindegebietes ist gekennzeichnet durch Auwaldreste und zahlreiche mit Wasser gefüllte ehemalige Kiesgruben sowie Fischzucht-Teiche. Die Nordhälfte der Gemeinde wird durch Acker- und Weideflächen geprägt.
Zu Houdancourt gehört der Ortsteil Le Montaubert. Durch die Gemeinde führt die autobahnartig ausgebaute Straße D 200, die die Städte Compiègne und Creil miteinander verbindet.
Nachbargemeinden von Houdancourt sind Grandfresnoy im Norden, Chevrières im Osten, Longueil-Sainte-Marie im Südosten, Pontpoint und Les Ageux im Süden sowie Bazicourt im Westen.

## Bevölkerungsentwicklung
| Jahr                       | 1962 | 1968 | 1975 | 1982 | 1990 | 1999 | 2010 | 2021 |
| -------------------------- | ---- | ---- | ---- | ---- | ---- | ---- | ---- | ---- |
| Einwohner                  | 308  | 345  | 360  | 531  | 518  | 529  | 584  | 662  |
| Quellen: Cassini und INSEE |      |      |      |      |      |      |      |      |

## Sehenswürdigkeiten

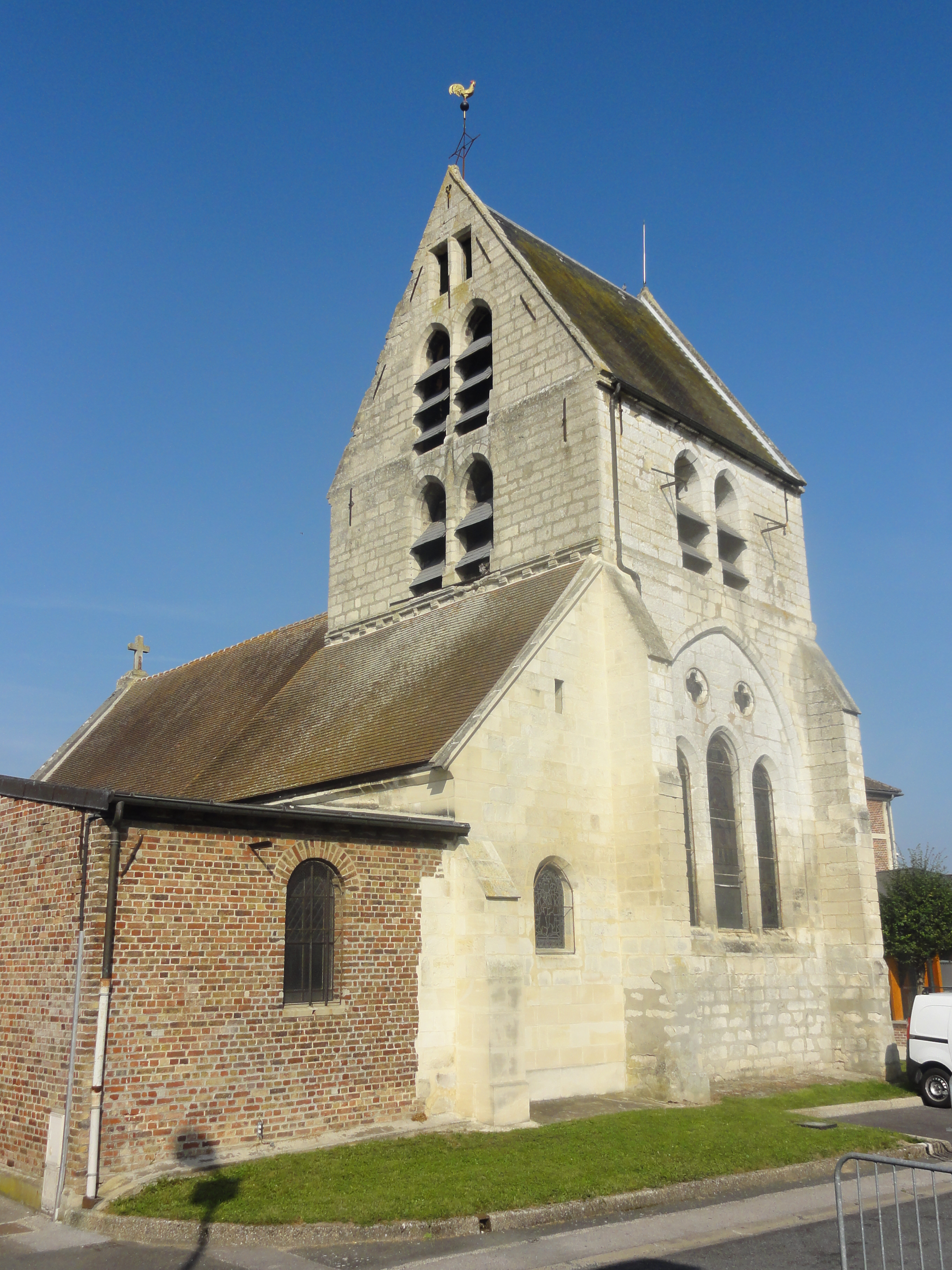
Kirche St-Georges
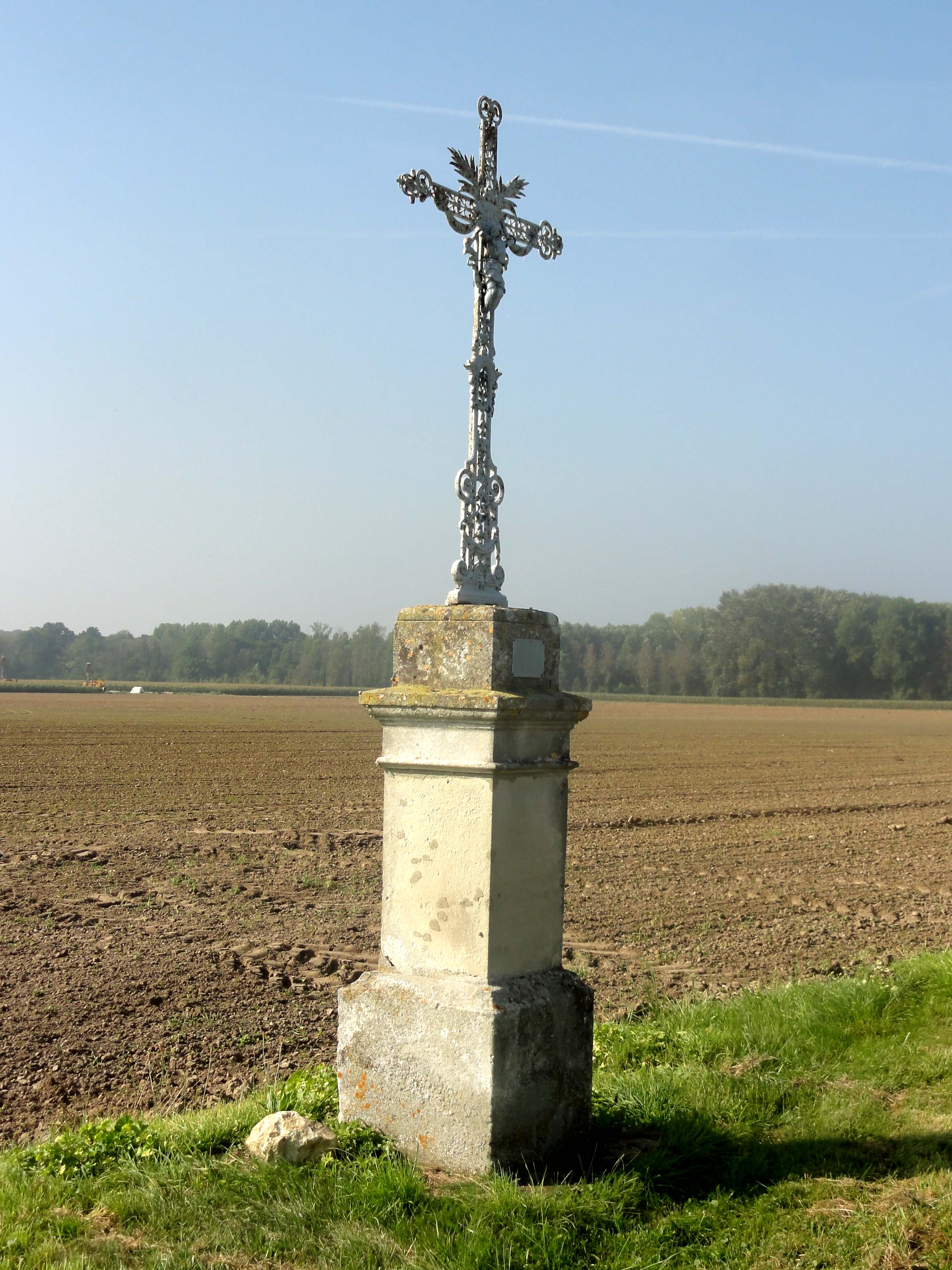
Calvaire
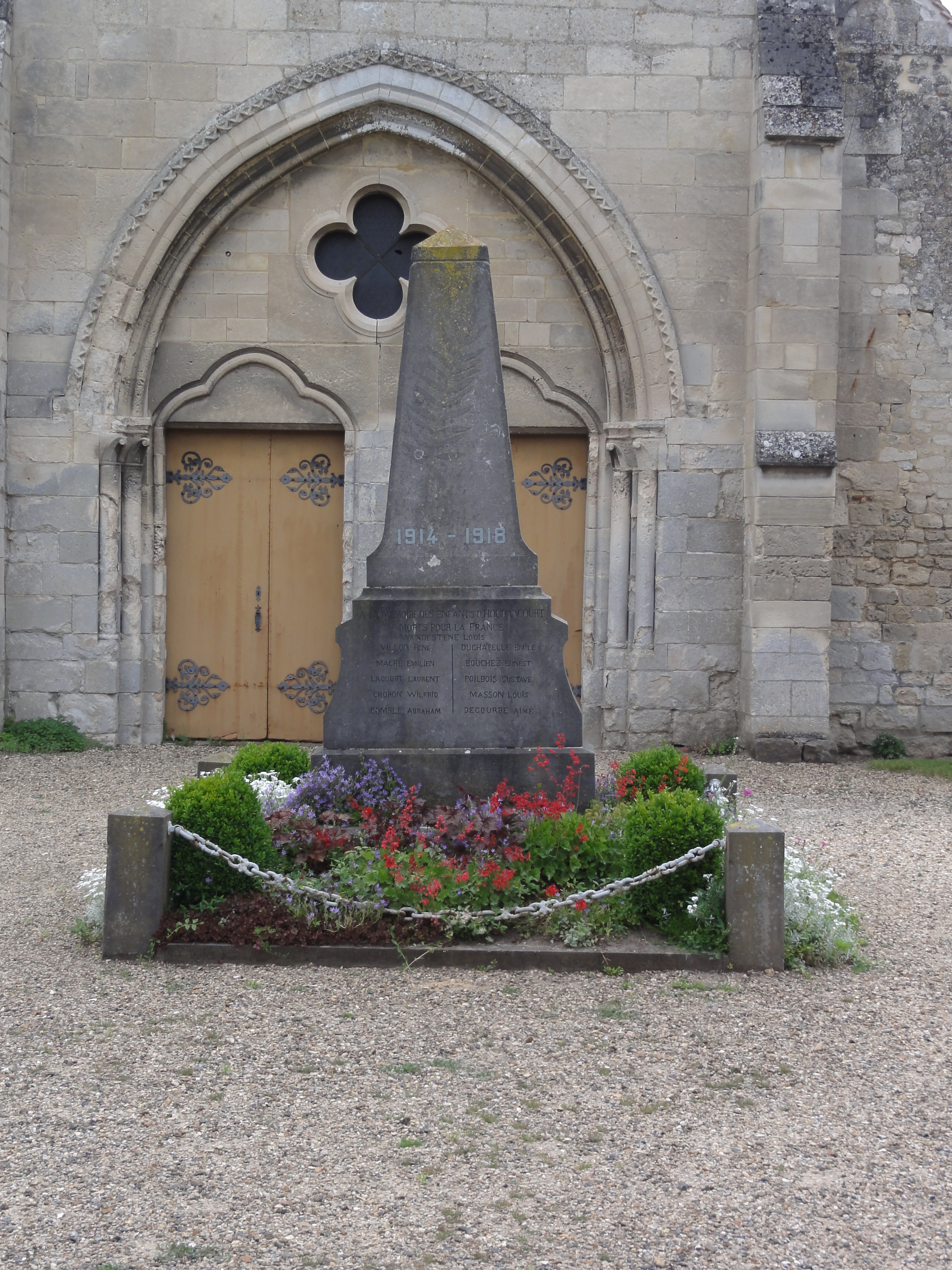
Gefallenendenkmal

- Kirche St-Georges
- Calvaire
- Gefallenendenkmal